# Bahri Kavaja
Bahri Ahmet Kavaja (ur. 23 sierpnia 1924 w Szkodrze, zm. 19 sierpnia 1987 w Adelaide) – albański piłkarz, w latach 1946–1950 reprezentant Albanii.
W 1950 roku po meczu z reprezentacją Węgier zdecydował się nie wracać do Albanii; wyemigrował do Nowej Zelandii. W 1965 roku otrzymał nowozelandzkie obywatelstwo, zmarł 19 sierpnia 1987 roku w Adelaide.